# Jacques Delmas
Jacques Delmas, nascut el 16 setembre 1957 a Montpeller, és un ex jugador de rugbi a 15 francès que es va desenvolupar en la posició de taloner. Actualment, és el nou entrenador de l'USAP, l'equip de rugbi de la Catalunya del Nord.

## Carrera com a jugador

### Club
1968-1985: Racing club de Narbonne Méditerranée

### Palmarès de guanyadors al club
- Amb Narbona : 
  - Finalista del Challenge Yves du Manoir: 1992

## Carrera en Selecció Nacional
- Escola Internacional Estudiant

## Carrera com entrenador
- 1985-1996: Racing club de Narbonne Méditerranée
- 1997-gener de 2001: CA Périgueux
- Agost 2001-2004: FC Grenoble
- 2004 de novembre de 2008 : Biarritz olympique Pays Basque
- 8 de setembre 2009-2010: Stade Français CASG Paris
- 2011 -: USAP

## Palmarès com entrenador
- Amb Biarritz 
  - Finalista en la Copa d'Europa de rugbi a 15 en 2006
  - Guanyador del Campionat de França de rugbi a 15 en 2005 i 2006